# Vasatecknet
Vasatecknet är ett förtjänsttecken i silver instiftades av konung Oscar II 1895 som belöning för utlänningar för deras förtjänster för Sverige. Det är utfört i silver som för riddare av 2. klass av Vasaorden, men saknar emalj på korsarmarna. Den bärs i grönt band.
Vasatecknet upphörde att utdelas efter ordensreformen 1975, men efter Belöningsreformens införande 2023 fastställdes Vasaordens nya statuter, där Vasatecknets nu åter kan utdelas.